# Jiří Štětina
Jiří Štětina (* 9. srpna 1941 Praha) je český lékař a politik, v letech 2010 až 2017 poslanec Poslanecké sněmovny PČR, v roce 2010 byl zvolený na kandidátce Věcí veřejných (nominován jako člen SNK-ED) a v roce 2013 jako nestraník na kandidátce hnutí Úsvit přímé demokracie Tomia Okamury. Před zvolením poslancem působil jako primář anesteziologicko-resuscitačního oddělení v nemocnici v Hradci Králové.

## Životopis
Ve fakultní nemocnici Hradec Králové na ARO složil dvě atestace a v listopadu roku 1980 se stal vedoucím záchranné služby, kterou založil a dále rozvíjel.
Mezi roky 1993–2002 zastával post ředitele Územního střediska záchranné služby Hradec Králové. V roce 2003 se k lékařství vrátil jako primář ARO Městské nemocnice Dvůr Králové nad Labem. Je ženatý s manželkou Marií.
V roce 2015 podal stížnost na údajně předražený nákup přístrojů magnetické rezonance Masarykovou univerzitou. Pozdější posudky odborníků i šetření policie ukázaly, že nákup nebyl předražený a že vše proběhlo podle platných zákonů.

## Politika
Do Poslanecké sněmovny PČR byl zvolen ve volbách v roce 2010 v Královéhradeckém kraji jako člen SNK-ED na kandidátce Věcí veřejných. Jako poslanec byl místopředsedou výboru pro zdravotnictví, místopředsedou kontrolního výboru a členem petičního výboru.
V komunálních volbách v roce 2010 kandidoval jako nestraník za Věci veřejné do Zastupitelstva města Hradce Králové, ale neuspěl. Nedostal se ani do Zastupitelstva Královéhradeckého kraje, kam kandidoval v krajských volbách v roce 2012 opět jako nestraník za Věci veřejné.
Ve volbách do Poslanecké sněmovny PČR v roce 2013 kandidoval z pozice nestraníka v Královéhradeckém kraji jako lídr Úsvitu přímé demokracie Tomia Okamury a byl znovu zvolen poslancem.
V komunálních volbách v roce 2014 kandidoval jako nestraník za hnutí Úsvit přímé demokracie na kandidátce subjektu "Otevřená radnice pro Hradec Králové s Úsvitem přímé demokracie" do Zastupitelstva města Hradce Králové, ale neuspěl.
V krajských volbách v roce 2016 byl z pozice člena hnutí Úsvit lídrem kandidátky subjektu "Úsvit s Blokem proti islamizaci" v Královéhradeckém kraji, ale neuspěl. Ve volbách do Poslanecké sněmovny PČR v roce 2017 již nekandidoval.